# Movimiento Obrero Comunista
El Movimiento Obrero Comunista fue un partido político argentino de ideología comunista y peronista, que fue fundado en 1947 por Rodolfo Puiggrós y un grupo de dirigentes allegados a su persona luego de su expulsión del Partido Comunista por apoyar la política del gobierno de Juan Domingo Perón. 

## Historia
Desde el año 1945 la relación entre Rodolfo Puiggrós y la dirigencia principal del PC (entre ellos Victorio Codovilla y Rodolfo Ghioldi) era tensa debido a la entrada del partido a la Unión Democrática y la posición que debían tomar ante el apoyó que Juan Domingo Perón tenía entre la clase obrera. En la antesala del XI Congreso partidario, pautado para agosto de 1946, una célula de obreros ferroviarios radicada en Constitución formuló reproches a la conducción, acusándola de browderista. No solo Puiggrós sino también intelectuales y militantes como Eduardo Astesano, Manuel Sadosky y Gregorio Lebenson se alinearon con los ferroviarios en sus críticas. Desde la óptica de los ferroviarios la dirigencia partidaria había estado equivocada al señalar que “entre otras fuerzas en que se apoyaba el peronismo” se podía reconocer a “los elementos más reaccionarios de la oligarquía latifundista”. Por el contrario, el desarrollo de la burguesía industrial y la necesidad de fortalecer el mercado interno, la colocaba en un irresoluble conflicto de intereses con la oligarquía agropecuaria y comercial, y también había estado equivocada en la caracterización de “naziperonismo”, continuaban, “nos impidió diferenciar las fuerzas progresistas y populares de ese sector”. A los trabajadores del riel se les negó la posibilidad de intervenir en dicho congreso. Finalmente, sus dirigentes fueron expulsados por fraccionalismo y los demás afiliados quedaron suspendidos. El núcleo disidente resolvió costear un viaje a Brasil para que Puiggrós, acompañado por un referente ferroviario, pudiera entrevistarse con Luis Carlos Prestes, militar comunista brasileño. A su regreso, Puiggrós corrió la misma suerte: fue expulsado por “indisciplina” y “traición”.
Al principio Puiggrós propuso a los ferroviarios la conformación de un "Movimiento Pro Congreso Extraordinario" que impulsara un recambio en la cúpula partidaria pero debido a la imposibilidad de mantenerse dentro del PC, decidieron tomar el nombre de Movimiento Obrero Comunista. El grupo disidente comenzó a publicar su propia publicación que fue llamada Clase Obrera, dirigida por el propio Puiggrós. En los primeros años de su fundación el MOC continuó identificándose con el comunismo, incluso apoyando las candidaturas comunistas durante las elecciones legislativas de 1948 pero con el correr del tiempo y ante la imposibilidad de reagruparse al PC el grupo político dirigido por Puiggrós continuó su acercamiento al peronismo, apoyando las listas de candidatos del Partido Peronista para las elecciones constituyentes de diciembre de 1948. 
Los dirigentes del MOC tuvieron una especial participación dentro del Instituto de Estudios Económicos y Sociales (IEES) dirigido por Juan Unamuno, uno de los dirigentes socialistas que en 1936 abandonaron el partido para conformar el Partido Socialista Obrero. Según el propio Puiggrós, el objetivo de su participación era incorporarse al peronismo “para desarrollar un ala izquierda” dentro del movimiento. El propio Perón no se mantuvo al margen de este objetivo cuando, en 1951, declaró al periódico del instituto Argentina de hoy: "ustedes impulsan un movimiento paralelo al del Partido Peronista: nosotros doctrinamos a quienes están dentro de nuestras filas, mientras que ustedes lo hacen con quienes permanecen fuera de ellas". Con todo, aparte de la labor propagandística, el instituto buscaba contribuir técnicamente a la aplicación de la planificación económica o, en palabras de Puiggrós, a "la organización integral de todas las fuerzas productivas bajo el auspicio y control del Estado". Dado que la burguesía nacional había demostrado ser incapaz de cumplir sus tareas históricas, el capitalismo de Estado debía sustituirla en una etapa de transición hacia el socialismo. Para ello resultaba imprescindible una "participación creciente de la clase obrera organizada en la gestión del proceso productivo y circulatorio". En 1951, durante la campaña electoral que llevaría a la reelección del presidente Perón, el instituto organizó un congreso en el que se presentaron aportes teórico-políticos de los miembros del instituto. El cierre del evento estuvo a cargo sus principales referentes, entre los que se contaba Puiggrós. Ellos se dirigieron a un auditorio en el que se encontraba Perón, quien dio las palabras de cierre.
En el año 1953, se incorporó al IEES el recientemente expulsado dirigente socialista Enrique Dickmann pero al poco tiempo el MOC de Puiggrós y Eduardo Astesano fue expulsado del instituto debido a las diferencias existentes entre miembros trotskistas y comunistas, y el intento de Puiggrós de  reformar la estructura organizativa y el modo de elección de las autoridades. En efecto, con la incorporación de Dickmann como figura destacada y ya sin la presencia de Puiggrós, el instituto promovió la creación del Partido Socialista de la Revolución Nacional, al que se sumó también Jorge Abelardo Ramos y otros dirigentes que venían de las filas socialistas y también del trotskismo. Los principales miembros del IEES integraron la boleta propia del PSRN en las elecciones legislativas de 1954, pero la iniciativa obtuvo escasos sufragios. 
En los últimos años del gobierno peronista comienza a haber una disputa dentro del MOC entre dos facciones: una liderada por Puiggrós, y que apoyaba la mayoría del movimiento, quienes adoptaban una perspectiva desde donde apoyar al gobierno peronista pero a la vez mantener una cierta distancia del mismo, y otra dirigida por Astesano que proponía una estrategia para peronizar totalmente al MOC y propiciar una visión estratégica nacionalista-económica con acento en el liderazgo del Ejército Nacional.  También en esos tiempos, tanto Puiggrós como Astesano mantenían una fluida relación con el gobierno nacional mediante la mediación del comandante Guillermo Solveyra Casares, asesor cercano al presidente Perón y funcionario de la SIDE, con quien incluso Puiggrós mantuvo una reunión en septiembre de 1955, poco antes del golpe de Estado. 
Con la llegada de la Revolución Libertadora el Movimiento Obrero Comunista se desintegró por completo y sus integrantes se integraron de lleno a lo que fue la resistencia peronista, con Puiggrós y Astesano participando del infructuoso levantamiento de Valle de junio de 1956, vinculándose al comando de la resistencia “17 de Octubre”. 